# Leandro Brey
Leandro Leonel Brey (Lomas de Zamora, 21 de septiembre de 2002) es un futbolista argentino que se desempeña como arquero en el Club Atlético Boca Juniors de la Primera División de Argentina.

## Trayectoria

### Los Andes
Comenzó su carrera integrando desde temprana edad las divisiones inferiores del Club Atlético Los Andes. Hizo su debut el 6 de marzo de 2021, en el primer partido de la fecha que disputaba su equipo frente a Argentino de Quilmes, entrando a los 15 minutos del primer tiempo por la expulsión de su compañero, Federico Díaz. El partido terminó en empate a cero.

### Boca Juniors
El 7 de febrero de 2022 se oficializó su incorporación al Club Atlético Boca Juniors, quien adquirió el 90% de su pase por la suma de US$ 450 000. Se acoplaría al primer equipo como tercer arquero, por detrás de Agustín Rossi y Javier García.
Brey jugó su primer partido en Boca Juniors el 12 de abril de ese año enfrentándose a Always Ready en la fase de grupos de la Copa Libertadores, partido donde el portero titular Agustín Rossi se lesionó, entrando así y jugando lo que quedaba del partido. Boca terminó ganando el partido 2-0 y Brey tuvo la valla invicta.El 10 de marzo de 2023 ingresó por Javier García para disputar parte del segundo tiempo frente a Racing Club, allí mantuvo su segunda valla invicta.
En abril de 2024, fue figura en el debut de Boca frente a Nacional Potosí en la Copa Sudamericana, manteniendo su valla invicta y salvando el tanto del rival en reiteradas ocasiones. En septiembre de ese año, nuevamente fue protagonista en la clasificación de Boca ante Talleres de Córdoba en la definición por penales por los octavos de final de la Copa Argentina 2024, dónde contuvo disparos y también convirtió su primer penal como profesional. En octubre de ese año volvió a la titularidad por la suspensión de Sergio Romero, siendo destacado en la victoria de Boca por 1-0 frente a Argentinos Juniors y también participando activamente en la derrota 0-2 frente a Belgrano de Córdoba. El 23 de ese mismo mes, frente a Gimnasia de La Plata en el marco de los cuartos de final de la Copa Argentina, tuvo su mejor actuación individual dónde contuvo cuatro de los cinco penales en la misma tanda definitoria, logrando clasificar al Xeneize a las semifinales. Brey finalizó el año con un total de 21 partidos como titular, en los que logró 10 vallas invictas.
En 2025, comenzó siendo arquero titular bajo la conducción de Fernando Gago, dónde disputó los primeros tres partidos del Xeneize y finalizó sin recibir goles (precisamente frente a C.D. Argentino, Argentinos Juniors y Unión). Su buen desempeño llamó la atención de clubes europeos como el F. C. Oporto, sin embargo, ninguna oferta formal fue realizada.

## Selección nacional

#### Juveniles
En 2024, Javier Mascherano incluyó a Brey en la lista de convocados para disputar el Torneo Preolímpico, en este disputó seis partidos como titular y se coronó subcampeón. A mediados de ese mismo año, también formaría parte de los Juegos Olímpicos de París, dónde fue suplente de Gerónimo Rulli y no logró sumar minutos.

#### Participaciones Sub-23
| Torneo                  | Sede      | Resultado        | Partidos | GR |
| ----------------------- | --------- | ---------------- | -------- | -- |
| Preolímpico Sub-23 2024 | Venezuela | Subcampeón       | 6        | 9  |
| Juegos Olímpicos 2024   | París     | Cuartos de final | 0        | 0  |

## Clubes
Actualizado al último partido disputado el 25 de febrero de 2025.
| Club | Div.          | Temporada     | Liga  | Liga  | Liga | Copas(1) | Copas(1) | Copas(1) | Internacional(2) | Internacional(2) | Internacional(2) | Total | Total | Total |
| --- | ------------- | ------------- | ----- | ----- | ---- | -------- | -------- | -------- | ---------------- | ---------------- | ---------------- | ----- | ----- | ----- |
| Club | Div.          | Temporada     | Part. | Goles | VI.  | Part.    | Goles    | VI.      | Part.            | Goles            | VI.              | Part. | Goles | VI.   |
| Los Andes Argentina                                                                                                | 3.ª           | 2021          | 34    | -21   | 16   | —        | —        | —        | —                | —                | —                | —     | —     | —     |
| Los Andes Argentina                                                                                                | Total club    | Total club    | 34    | -21   | 16   | —        | —        | —        | —                | —                | —                | 34    | -21   | 16    |
| Boca Juniors Argentina                                                                                             | 1.ª           | 2022          | —     | —     | —    | —        | —        | —        | 1                | 0                | 1                | 1     | 0     | 1     |
| Boca Juniors Argentina                                                                                             | 1.ª           | 2023          | —     | —     | —    | —        | —        | —        | —                | —                | —                | —     | —     | —     |
| Boca Juniors Argentina                                                                                             | 1.ª           | 2024          | 12    | -8    | 6    | 8        | -8       | 3        | 1                | 0                | 1                | 21    | -16   | 10    |
| Boca Juniors Argentina                                                                                             | 1.ª           | 2025          | 2     | -1    | 1    | 1        | -0       | 1        | 1                | 0                | 1                | 4     | -1    | 3     |
| Boca Juniors Argentina                                                                                             | Total club    | Total club    | 14    | -9    | 7    | 9        | -8       | 4        | 3                | 0                | 3                | 26    | -17   | 14    |
| Total carrera | Total carrera | Total carrera | 48    | -30   | 23   | 9        | -8       | 4        | 3                | 0                | 3                | 60    | -38   | 30    |
| (1) Incluye datos de Copa Argentina y Copa de la Liga. (2) Incluye datos de Copa Libertadores y Copa Sudamericana. |               |               |       |       |      |          |          |          |                  |                  |                  |       |       |       |

## Palmarés

### Campeonatos nacionales
| Título           | Equipo       | País      | Año  |
| ---------------- | ------------ | --------- | ---- |
| Copa de la Liga  | Boca Juniors | Argentina | 2022 |
| Primera División | Boca Juniors | Argentina | 2022 |

### Otros logros
| Título                         | Equipo       | País      | Año  |
| ------------------------------ | ------------ | --------- | ---- |
| Torneo de Reserva              | Boca Juniors | Argentina | 2022 |
| Trofeo de Campeones de Reserva | Boca Juniors | Argentina | 2022 |